# Vladimir I di Kiev
Vladímir I Svjatoslavič, detto il Santo o il Grande (in slavo ecclesiastico: Володимѣръ Свѧтославичь, traslitterato Volodiměr Svętoslavič; in norreno: Valdmarr Sveinaldsson; in russo Владимир Святославич?, Vladimir Svjatoslavič; in ucraino Володимир Святославич?, Volodymyr Svjatoslavyč; Kiev, 956 circa – Kiev, 15 luglio 1015), è stato Gran Principe di Kiev dal 988 fino alla sua morte.
La sua fama è legata alla sua conversione al cristianesimo e al cosiddetto battesimo della Rus' nel 988.

## Biografia
Vladimir era figlio di Svjatoslav I di Kiev. Pare che fosse un figlio illegittimo di Svjatoslav, concepito con la serva Maluša, descritta nelle saghe scandinave come una profetessa che visse poi fino a cento anni, e che fino alla sua morte abitò una caverna nei pressi di Kiev, dalla quale veniva trasportata a palazzo quando i sovrani avevano bisogno delle sue profezie. Il fratello di Maluša, Dobrynja, fu il tutore di Vladimir e, in seguito, il suo più fido consigliere.
Versioni agiografiche di dubbia autenticità connettono la sua educazione infantile alla figura della nonna Ol'ga, che durante le campagne militari di Svjatoslav I reggeva il potere a Kiev.
Di stirpe variaga, Vladimir governò la Rus' di Kiev dal 980 al 1015; nel 988 si convertì al cristianesimo invertendo così la posizione del padre Svjatoslav che aveva difeso le tradizioni pagane (probabilmente un sincretismo di elementi norreni e slavi).
Quando, nel 969, Svjatoslav trasferì il suo quartier generale a Perejaslavec, assegnò a Vladimir il governo di Novgorod ma diede al suo primogenito Jaropolk il controllo di Kiev, che era la capitale del principato. Dopo la morte di Svjatoslav (972) scoppiò la guerra, nel 976 tra Jaropolk ed il fratello minore Oleg, che aveva ottenuto dal padre il governo di Dareva.
Nel 977 Vladimir insieme con i suoi parenti dovette rifugiarsi in Norvegia, presso Hákon Sigurðarson conte di Lade lasciando cadere Novgorod nelle mani di Jaropolk. Tornato nella Rus' di Kiev l'anno seguente, dopo aver radunato un vasto esercito, Vladimir nel 979 riconquistò Novgorod. Uccise poi il principe variago Ragnvald di Polack e costrinse la figlia, Rogneda, promessa sposa di Jaropolk, a sposarlo.
Jaropolk fuggì quando Vladimir pose l'assedio a Kiev e venne poi ucciso nel 980 dopo essersi arreso. Con la sua morte Vladimir pose fine alla guerra e tornò a governare su tutti i domini del padre.
Vladimir proseguì nella politica di espansione della Rus' di Kiev, combattendo in Galizia nel 981, contro gli jatvingi sulle coste del mar Baltico nel 983, contro i Bulgari nel 985 e contro l'Impero bizantino, in Crimea, nel 987.
Nel 988 ottenne dall'imperatore Basilio II (976-1025) la mano della sorella Anna ma dovette accettare la conversione al cristianesimo di rito bizantino. Tornato in patria, abbandonò le altre mogli, fece abbattere tutte le statue e gli idoli pagani ed erigere numerose chiese. In seguito inviò ambasciatori a Roma e presso gli altri stati cristiani dell'Europa e contribuì alla fondazione del monastero del Monte Athos.
Per amministrare al meglio i suoi possedimenti formò un grande concilio formato dai rappresentanti dei boiari della Rus' di Kiev. Dopo la morte di Anna si sposò nuovamente con la nipote di Ottone I.
Morì a Berestovo, nei pressi di Kiev, nel 1015. Il suo corpo, diviso in varie parti, fu distribuito alle chiese e ai monasteri che aveva fondato, nelle quali ancora prima della sua canonizzazione, fu venerato come santo. Prende il suo nome una delle più grandi cattedrali e anche l'università di Kiev era stata fondata come "Università imperiale di Kiev di San Vladimir". A livello onorifico è stato istituito in Russia l'ordine di San Vladimir. La Chiesa cattolica e la Chiesa ortodossa lo commemorano il 15 luglio.

## La conversione al cristianesimo
All'inizio della sua vita, Vladimir era pagano e adorava le divinità slave.  Dopo l'arrivo dei Variaghi, il pantheon slavo della Rus' comprendeva ormai circa centoventi divinità: l'assimilazione tra elemento slavo ed elemento germanico era ormai completa, i nomi degli dèi erano slavi, come tipicamente slavi erano i rituali.  Sebbene nella Rus' vi fossero già alcuni cristiani, la cui conversione risaliva al periodo di governo di Ol'ga, Vladimir rimase, inizialmente, pagano, erigendo statue ed altari a divinità come Perun e Veles.
Sappiamo dalle fonti che non c'era, al tempo di Vladimir, una casta di sacerdoti per il culto politeista tradizionale.  C'erano delle figure più riconducibili a quelle di sciamani, che si consideravano mediatori tra cielo e terra.  Il problema non è del tutto risolto: lo sciamanesimo è più tipico del mondo uralico, e questa presenza di sciamani potrebbe essere anche indizio di una assimilazione anche con presenze ugro-finniche, o almeno del fatto che gli Slavi, pur mantenendo le loro divinità, avessero adottato rituali e "personale" sciamanico uralo-altaico.
La Cronaca degli anni passati, ma anche le altre cronache locali, sottolineano ed accentuano il cambiamento di Vladimir prima e dopo la conversione.  La Cronaca degli anni passati, a proposito di Vladimir prima della conversione, lo descrive come «insaziabile nella lussuria, si faceva condurre donne e fanciulle solo per disonorarle, e si abbandonava volentieri alla concupiscenza».  In effetti, Andrzej Poppe ha dimostrato che Vladimir ebbe cinque mogli legittime, ma la Cronaca degli anni passati parla addirittura di "ottocento concubine". Dopo la conversione, invece, la stessa cronaca parla di «bontà, generosità e mitezza».
Costantinopoli era per gli slavi un punto di riferimento ed un modello da imitare. Il commercio con la capitale bizantina era fondamentale per il popolo Rus'. Non è neanche da escludere che alcuni mercanti slavi avessero già abbracciato il cristianesimo una volta giunti a Costantinopoli. Così pure non si deve dimenticare la presenza di schiavi slavi cristianizzati.
Vladimir sapeva di essere un sovrano potente, con un forte esercito, una popolazione numerosa e un territorio vastissimo, eppure si rendeva conto di essere ai margini di un'Europa ormai quasi interamente cristianizzata. Per questo sposò Anna, la sorella dell'imperatore Basilio II Bulgaroctono (976-1025), entrando così nella rete dei sovrani cristiani per essersi apparentato con la prima casa regnante europea.
La Cronaca degli anni passati scandisce la conversione di Vladimir in due racconti, non del tutto omogenei tra loro:
- il cosiddetto "racconto dei missionari",
- il cosiddetto "racconto di Cherson".

### Il racconto dei missionari

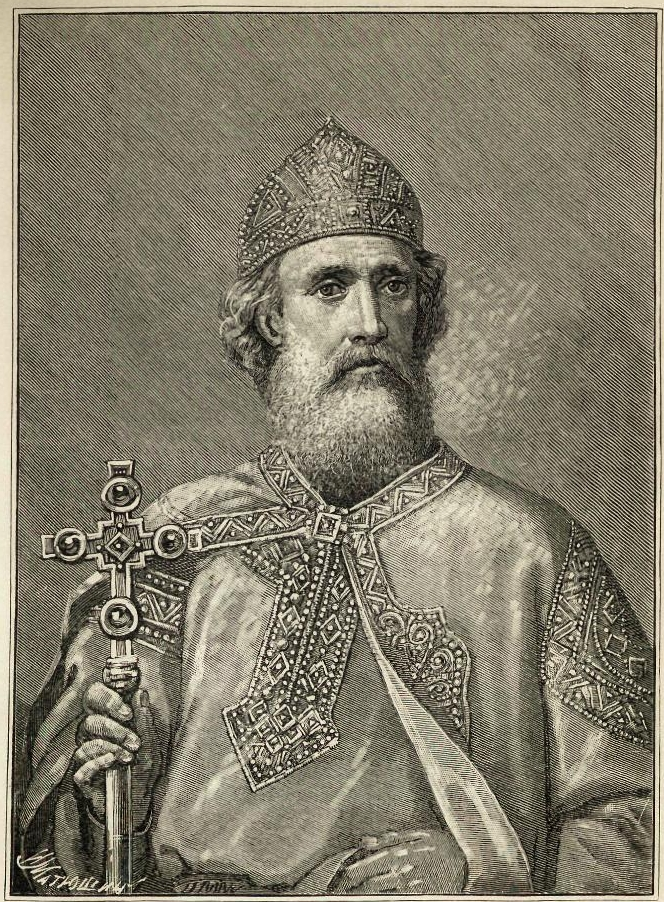
Stampa di Vladimir I di Kiev

All'anno 986 la Cronaca degli anni passati riporta il cosiddetto "racconto dei quattro missionari": un musulmano bulgaro, un latino forse germanico, un ebreo khazaro e un ortodosso greco.
Nella disputa narrata dalla Cronaca troviamo molti topoi della retorica bizantina, a partire dal fatto che il "filosofo" greco cominci la propria presentazione della fede criticando le altre.  La critica della fede cristiana di rito latino rivela in trasparenza i rapporti tra Costantinopoli e Roma al tempo, e il fatto che la divergenza fosse sentita soprattutto per aspetti rituali (uso del pane lievitato per l'eucaristia, comunione ai laici anche con il vino, etc.).  Anche nell'esporre la fede cristiana il "filosofo" di rito bizantino segue i canoni della letteratura apologetica ortodossa: parte dalla creazione, parla del primo peccato, di Caino e Abele, del diluvio, della torre di Babele, dei Patriarchi, dell'Esodo, dei re e dei profeti.  Il Nuovo Testamento, invece, è riassunto in un racconto molto più breve rispetto all'Antico Testamento, e soprattutto non c'è nulla sull'insegnamento di Gesù Cristo.  La disparità di importanza tra Antico Testamento e Nuovo Testamento è dunque tipica della letteratura bizantina.  Diverse dalla letteratura bizantina e tipiche della Rus' di Kiev sono invece le molte antinomie, a livello letterario e teologico, come pure alcuni riferimenti ai vangeli apocrifi.
Chiaramente il "filosofo" greco ha la meglio sui suoi avversari, e persuade Vladimir ad abbracciare il cristianesimo.

### Il racconto di Cherson
Nell'anno seguente, 987, la Cronaca degli anni passati torna a descrivere un Vladimir incerto su quale sia la religione cui dovrebbe convertirsi.
Il principe chiese ai suoi boiari un consiglio su cosa fare in ambito religioso, e si decise di mandare dei rappresentanti a studiare per un anno gli altri culti.  Sarebbero stati soprattutto i visitatori del mondo bizantino a tornare con particolare entusiasmo: a colpire i kievani era la bellezza, lo splendore della liturgia.
Il 988 fu così l'anno del battesimo di Vladimir, secondo questo racconto chersonese.
L'imperatore Basilio II Bulgaroctono era riuscito a risollevare la potenza dell'Impero bizantino contro i Bulgari, pacificando la zona balcanica.  Ma l'esercito era tutto schierato sul confine occidentale, lasciando sguarnito il confine anatolico dell'Impero.  Due potenti governatori e latifondisti, Bardas Fokas e Bardas Skleros, a capo dei themi in Anatolia, dichiararono guerra all'imperatore.  Basilio II sapeva che non poteva vincere contro i due governatori ribelli, e perciò chiese aiuto a Vladimir, promettendo in cambio la sorella, principessa Anna, come moglie.
Naturalmente Vladimir accettò subito e, con il suo esercito, sconfisse Bardas Fokas (che era giunto fino al Bosforo) in una battaglia campale e navale.  Bardas Skleros, invece, ormai fuori combattimento (anziano e cieco), scese a patti con Basilio II.  L'imperatore accettò, e liquidò Vladimir promettendogli soltanto dei donativi.  Vladimir, però, non si adeguò, e con le proprie truppe conquistò la Crimea e la zona intorno al mar Nero, arrivando fino ad appendere il proprio scudo all'ultima delle sette cinte di mura intorno a Costantinopoli.  Basilio II acconsentì allora al matrimonio della sorella con il principe slavo, a condizione che questi si facesse battezzare.
Le fonti russe, tuttavia, parlano di più di un battesimo di Vladimir:
1. un primo battesimo a Cherson (Crimea), immediatamente prima di sposare la principessa Anna,
2. un secondo battesimo a Kiev, nelle acque del Dnepr, quando fu battezzata la popolazione,
3. un terzo battesimo nella residenza principesca di Vasiliev, insieme con la sua družina.

### Cristianizzazione della Rus' di Kiev
Dopo il battesimo, Vladimir chiamò nel suo territorio architetti e pittori bizantini, che edificarono chiese e dipinsero icone attenendosi ai canoni bizantini.  Ma soprattutto chiamò chierici e monaci per l'istruzione sua e del popolo.
La diffusione del cristianesimo procedette molto lentamente: il territorio era vastissimo, la lingua era difficile, e soprattutto nelle regioni periferiche (Velikij Novgorod, Pskov) la popolazione impiegò molto tempo ad abbandonare i loro vecchi costumi. Nella seconda metà del XII secolo nella letteratura di Novgorod i principi vengono chiamati "figli di Dažbog", tanto che lo storico Boris Rybakov ha parlato di dvoeverie, il "dualismo slavo": sebbene si fossero convertiti al cristianesimo, gli Slavi avevano conservato delle usanze non cristiane (per esempio, si usava pregare per i defunti non cristiani, si poteva ripudiare la moglie, era tranquillamente in uso il concubinato, si utilizzavano invocazioni agli dèi "pagani" nei giuramenti).

## La successione di Vladimir

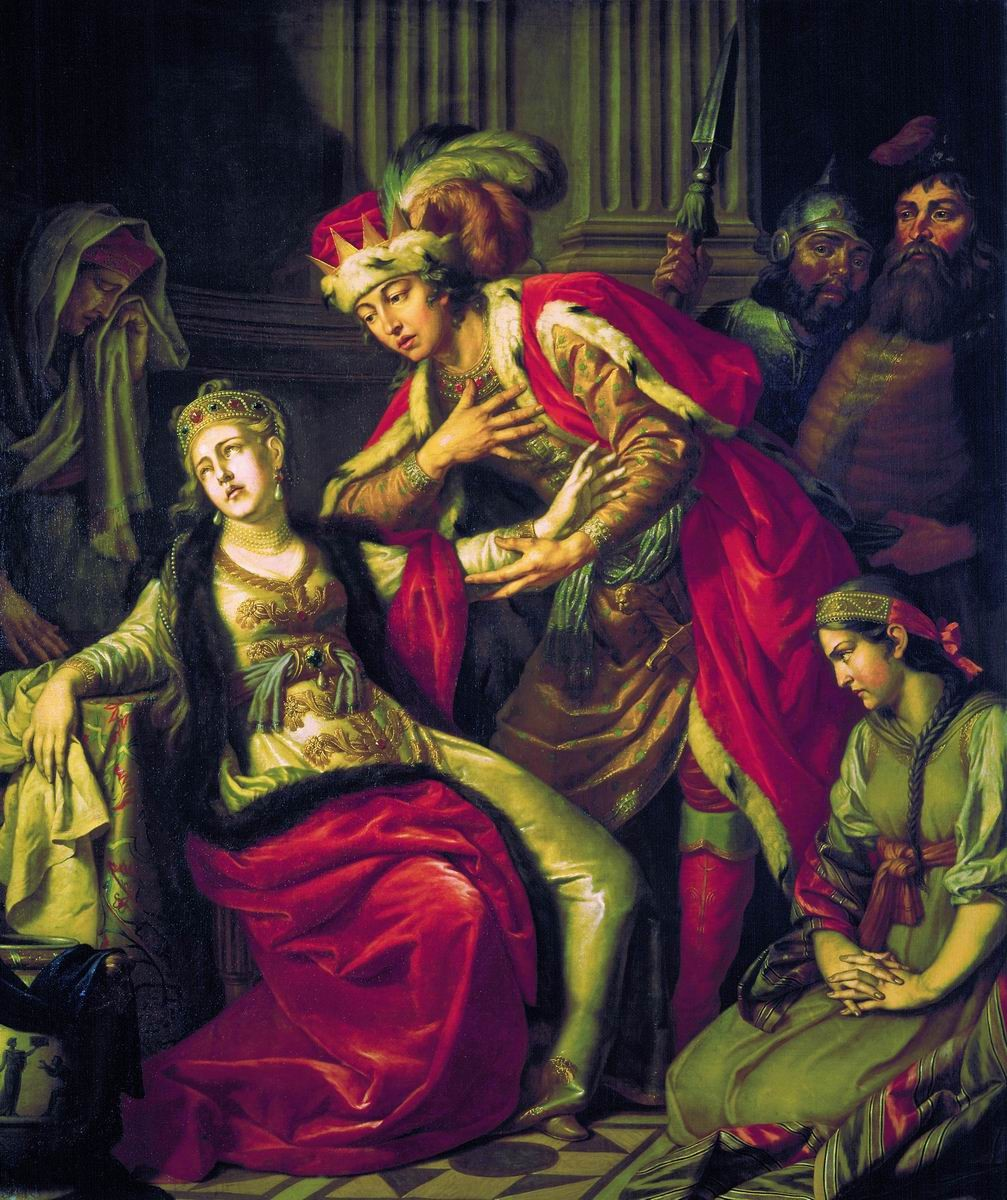
Vladimir e Rogneda, dipinto di Anton Losenko

Alla morte del gran principe Vladimir scoppiarono lotte e contrasti tra i figli. Nicolas de Baumgarten, studioso di questo periodo, ha segnalato in Svjatoslav, Boris, Gleb, Mstislav, Jaroslav e Svjatopolk i figli di Vladimir che giocarono un ruolo importante in queste lotte.
Quando morì Vladimir, Jaroslav si trovava a Novgorod, Svjatoslav a Suzdal', Boris a Rostov, Gleb a Murom e Svjatopolk a Pinsk.  Secondo il diritto ereditario, il figlio maggiore Svjatoslav sarebbe dovuto diventare gran principe di Kiev, ma Svjatopolk, per evitare contrasti, fece uccidere Boris, Gleb e Svjatoslav.  A questo punto Jaroslav, il secondogenito, «indispettito da questi fatti» (Cronaca degli anni passati), ma forse soprattutto per la paura di essere attaccato da Svjatopolk, si armò e si preparò a sostenere un attacco.
Le cronache di Novgorod ci informano che non c'erano buoni rapporti tra Jaroslav e i suoi cittadini di Novgorod, perché la sua družina aveva violentato alcune donne della città e i responsabili non erano stati puniti.  Forse la družina godeva di una certa immunità, forse a quell'epoca era ancora composta da Variaghi che quindi erano giudicati secondo il diritto germanico.  Jaroslav decide quindi di fare lui stesso pubblica ammenda davanti alla Veče nella cattedrale di San Giorgio a Novgorod, pagando un risarcimento alle famiglie.  La Veče accettò queste scuse e decise di arruolare un esercito agli ordini di Jaroslav per opporsi a Svjatopolk.
Svjatopolk, per essere sicuro di vincere contro Jaroslav, non si limitò a mettere in campo il suo esercito di Turov e quello di Kiev, ma si alleò anche con i Peceneghi e con il suocero, il re polacco Boleslao.  Facendo questo, Svjatoslav si stava alleando con un popolo pagano e con i cristiani latini: le Cronache denunciano perciò che questa era chiaramente una alleanza "contro la Chiesa".
La battaglia tra Svjatopolk e Jaroslav avvenne nel 1017 presso il fiume Bug, poco a nord di Kiev.  La battaglia venne vinta da Svjatopolk, ma Jaroslav riuscì a riparare nella roccaforte di Novgorod.
A questo punto, però, l'alleanza di Svjatopolk venne meno.  I Peceneghi mostrarono chiaramente la loro intenzione di conquistare o almeno saccheggiare Kiev; Svjatopolk li massacrò.  Anche la città di Turov pensava di estendere il proprio dominio su Kiev, e per questo Svjatopolk attaccò la sua città di origine. I Polacchi fecero intendere che volevano conquistare Kiev: Svjatopolk dovette fare sollevare la popolazione di tutte le cittadine che Boleslao aveva già conquistato nella sua marcia verso Kiev; Boleslao, pur non essendo stato sconfitto militarmente, ritenne più sicuro ripiegare in Polonia.  Di tutta questa situazione riuscì ad approfittare Jaroslav, che ottenne persino l'appoggio degli abitanti di Kiev.  La battaglia decisiva avvenne nel 1019 sul fiume Al'ta: Svjatopolk venne ucciso e Jaroslav entrò a Kiev come nuovo gran principe.

## Ascendenza
|                         |          |                     | Genitori           |  |  | Nonni |  |  | Bisnonni |  |  | Trisnonni               |  |
|                         |          |                     |                    |  |  |       |  |  | Rjurik   |  |  | Godoslav degli Obotriti |  |
|                         |          |                     |                    |  |  |       |  |  | Rjurik   |  |  | Godoslav degli Obotriti |  |
|                         |          | Umila Gostomyslovna |                    |  |  |       |  |  | Rjurik   |  |  |                         |  |
| Igor' I Rjurikovič      |          |                     |                    |  |  |       |  |  | Rjurik   |  |  |                         |  |
|                         |          | Efanda              | Kjetil' il Salmone |  |  |       |  |  |          |  |  |                         |  |
|                         |          | Efanda              | Kjetil' il Salmone |  |  |       |  |  |          |  |  |                         |  |
|                         |          | Efanda              | Ingunn             |  |  |       |  |  |          |  |  |                         |  |
| Svjatoslav Igorjevič    |          | Efanda              |                    |  |  |       |  |  |          |  |  |                         |  |
|                         |          | …                   | …                  |  |  |       |  |  |          |  |  |                         |  |
|                         |          | …                   | …                  |  |  |       |  |  |          |  |  |                         |  |
|                         |          | …                   | …                  |  |  |       |  |  |          |  |  |                         |  |
| Ol'ga                   |          | …                   |                    |  |  |       |  |  |          |  |  |                         |  |
|                         |          | …                   | …                  |  |  |       |  |  |          |  |  |                         |  |
|                         |          | …                   | …                  |  |  |       |  |  |          |  |  |                         |  |
|                         |          | …                   | …                  |  |  |       |  |  |          |  |  |                         |  |
| Vladimir I Svjatoslavič |          | …                   |                    |  |  |       |  |  |          |  |  |                         |  |
|                         | Niskinja | …                   |                    |  |  |       |  |  |          |  |  |                         |  |
|                         | Niskinja | …                   |                    |  |  |       |  |  |          |  |  |                         |  |
|                         | Niskinja | …                   |                    |  |  |       |  |  |          |  |  |                         |  |
| Malk Ljubčanin          | Niskinja |                     |                    |  |  |       |  |  |          |  |  |                         |  |
|                         |          | …                   | …                  |  |  |       |  |  |          |  |  |                         |  |
|                         |          | …                   | …                  |  |  |       |  |  |          |  |  |                         |  |
|                         |          | …                   | …                  |  |  |       |  |  |          |  |  |                         |  |
| Maluša                  |          | …                   |                    |  |  |       |  |  |          |  |  |                         |  |
|                         |          | …                   | …                  |  |  |       |  |  |          |  |  |                         |  |
|                         |          | …                   | …                  |  |  |       |  |  |          |  |  |                         |  |
|                         |          | …                   | …                  |  |  |       |  |  |          |  |  |                         |  |
| …                       |          | …                   |                    |  |  |       |  |  |          |  |  |                         |  |
|                         |          | …                   | …                  |  |  |       |  |  |          |  |  |                         |  |
|                         |          | …                   | …                  |  |  |       |  |  |          |  |  |                         |  |
|                         |          | …                   | …                  |  |  |       |  |  |          |  |  |                         |  |
|                         |          | …                   |                    |  |  |       |  |  |          |  |  |                         |  |